# Ditaxis mercurialina
Ditaxis mercurialina är en törelväxtart som först beskrevs av Thomas Nuttall, och fick sitt nu gällande namn av John Merle Coulter. Ditaxis mercurialina ingår i släktet Ditaxis och familjen törelväxter. Inga underarter finns listade i Catalogue of Life.